# リリーフサイン
株式会社リリーフサインは、東京都港区に本社をおく、ソーシャルリスク対策サービスを提供する企業である。

## 沿革
- 2011年4月 - 株式会社ホットリンクのRS事業部として設立
- 2018年12月 - 株式会社ホットリンクのRS事業部を分割し、マスターピース・グループとの合弁事業として株式会社リリーフサインを創業
- 2022年7月 - マスターピース・グループの完全子会社となる

## 関連会社
- マスターピース・グループ